# Оксид марганцю(VII)
Окси́д ма́рганцю(VII), ма́нган(VII) окси́д — неорганічна сполука, оксид складу Mn2O7. При  кімнатній температурі є темною, зеленуватою рідиною, а за нормальних умов — чорною речовиною. Розкладається із вибухом при температурі понад 10 °C. Проявляє сильні кислотні та окисні властивості.

## Фізичні властивості
За звичайних умов Mn2O7 є темною, зеленуватою рідиною (у світлі, що проходить, — червона). Речовина є дуже гігроскопічною, леткою у вакуумі. Термічно нестійка — розкладається за звичайних умов із вибухом. Стійкою є лише за температур нижче 0 °C в атмосфері аргону.

## Отримання
Оксид Mn2O7 отримують дією фторсульфонової (при незначному нагріванні) або концентрованої сульфатної  кислот на перманганат калію:
{\displaystyle \mathrm {2KMnO_{4}+HSO_{3}F{\xrightarrow {t}}Mn_{2}O_{7}+KHSO_{4}+KF} }
{\displaystyle \mathrm {2KMnO_{4}+2H_{2}SO_{4}(conc.){\xrightarrow {-20^{o}C}}2KHSO_{4}+Mn_{2}O_{7}+H_{2}O} } (можливе утворення домішки MnO2)
Виділений з розчину оксид зневоднюють сульфатною кислотою.

## Хімічні властивості
Оксид марганцю(VII) стійкий на сухому повітрі при температурі нижче 0 °C, при 10 °C він вибухає із виділенням озону:
{\displaystyle \mathrm {Mn_{2}O_{7}{\xrightarrow {10^{o}C}}2MnO_{2}+O_{3}} }
Mn2O7 є гігроскопічною сполукою; поглинаючи воду, утворює перманганатну кислоту:
{\displaystyle \mathrm {Mn_{2}O_{7}+H_{2}O\longrightarrow 2HMnO_{4}} }
Проявляє сильні кислотні властивості:
{\displaystyle \mathrm {Mn_{2}O_{7}+2NaOH\longrightarrow NaMnO_{4}+H_{2}O} }
Mn2O7 — надзвичайно сильний окисник. При низьких температурах здатен окиснювати велику кількість органічних сполук:
{\displaystyle \mathrm {Mn_{2}O_{7}+3H_{2}SO_{4(conc.)}{\xrightarrow {70-75^{o}C}}Mn_{2}(SO_{4})_{3}+2O_{2}+3H_{2}O} }
{\displaystyle \mathrm {Mn_{2}O_{7}+3CCl_{4}{\xrightarrow {10^{o}C}}2MnO_{2}+3COCl_{2}+3Cl_{2}} } (домішки CO2)